# Végèce
Végèce (Publius Flavius Vegetius Renatus) est un écrivain romain de la fin du IVe et de la première moitié du Ve siècle de l’ère chrétienne, auteur de trois œuvres dont le succès ne s'est jamais démenti tout au long du Moyen Âge et de l'époque moderne : l’une portant sur l'armée et la tactique militaire romaine, intitulée Epitoma rei militaris (ou De re militari), les deux autres portant sur la médecine vétérinaire, Digesta artis mulomedicinæ (ou plus simplement Mulomedicina) et le soin des bovidés (Cura Boum).
Ni militaire ni médecin lui-même, Végèce est d'abord un compilateur brillant, rassemblant les travaux de deux auteurs majeurs Columelle et Pelagonius et de deux auteurs mineurs plus tardifs, Chiron et Apsyrte. Il s'est attaché à rassembler les meilleures données, les présente selon un plan cohérent et les expose dans un latin simple et direct.

## Biographie

### Origines
On ne sait rien de sa vie, sinon les indices présents dans son œuvre et quelques précisions apportées par des copistes postérieurs selon qui il aurait été comes et vir illustris, titres conférés aux hauts fonctionnaires de l'entourage immédiat de l'empereur romain dans l'Antiquité tardive.
Son nomen « Flavius » en est une confirmation, cet ancien gentilice étant devenu un titre honorifique depuis l'époque de Constantin.
Quant au premier de ses deux surnoms (cognomen) « Vegetius », il est répandu dans l'Ouest de l'empire et plus particulièrement en Hispanie . Végèce aurait donc pu être originaire des provinces ibériques, comme l'empereur Théodose Ier, natif de Cauca, mais l'argument n'a qu'une valeur statistique et n'est soutenu par aucune source de première main évoquant cette possibilité.

### Parcours personnel et politique

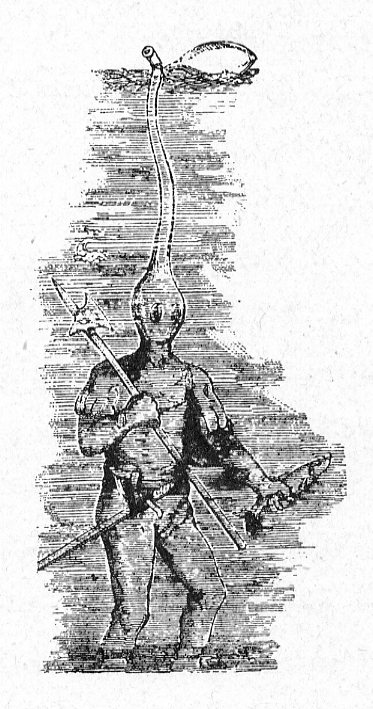
Un scaphandrier de l'ouvrage de Végèce, édition de 1511

#### Haut-fonctionnaire impérial
Les informations sur le parcours personnel de Végèce sont relativement indirectes. Un manuscrit lombard du Xe siècle le désigne comme étant comes sacrum, peut-être une altération de comes sac(ra)rum (largitionum), c'est-à-dire le « comte des largesses sacrées », sorte de ministre des Finances dans le gouvernement impérial d'Occident. C'est tout à fait possible car il se montre sensible à l'aspect pécuniaire des sujets qu'il traite dans ses oeuvres, remarquant par exemple qu'il est plus économique d'enseigner les armes aux siens que d'enrôler des étrangers à prix d'argent ou encore : Faut-il rougir d'une science qui nous épargne des pertes ? Les soins apportés aux esclaves malades ne passent pas pour une chose incongrue et pourtant, ceux-ci coûtent souvent moins cher que les chevaux et les mulets. 
Une étude récente a révélé que Végèce avait peut-être gravi les échelons des agentes in rebus (chargés de mission) : il aurait d'ailleurs aidé à rédiger la législation impériale relative au cursus publicus tardif.
Il a sûrement beaucoup voyagé et parcouru l'Empire romain tardif, du moins dans ses confins occidentaux, dans le cadre d'expéditions militaires et de voyages auprès de l'Empereur : il fait montre d'une connaissance encyclopédique de l'organisation des armées et de la formation des troupes, il connaît très bien les machines de guerre et même l'argot des soldats dont il relate quelques passages dans son traité. Il confesse dans son œuvre vétérinaire adorer les chevaux et peut discuter des mérites et défauts respectifs de toutes les races équines de son temps.

#### Un auteur pragmatique et passionné par son sujet
Il était probablement chrétien comme tout l'entourage impérial, sa carrière de haut fonctionnaire renforce cette hypothèse puisque Végèce vit à une époque où les tenants des anciennes religions étaient persécutés voire écartés des cercles du pouvoir. Son cognomen « Renatus » - René - est interprété dans l'onomastique paléochrétienne comme une référence au baptême.

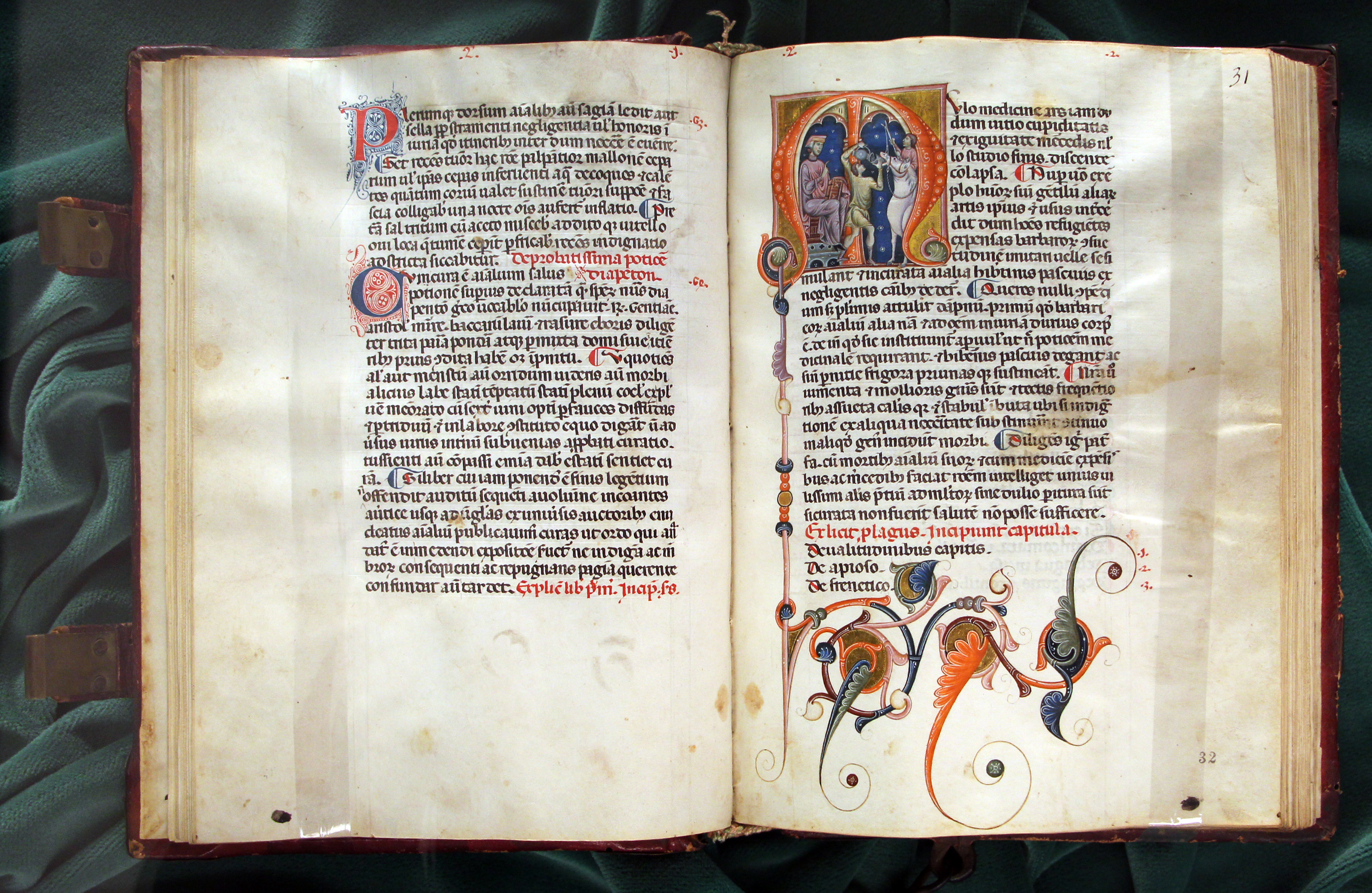
Mulomedicina (1250-1375 ca., Bibliothèque Laurentienne, pluteo 45.19)

Sa foi n'était probablement guère militante, plus préoccupé par l'urgence de la défense de l'Empire contre les invasions du siècle que par les questions de théologie et de foi, contrairement à son contemporain Augustin d'Hippone. Conscient que la Mulomedicina s'adresse à un large public allant du riche propriétaire terrien au simple bouvier en passant par le valet d'écurie, il veille à ménager toutes les sensibilités dans un monde en transformation : « L'homme est réputé être (…) sous la direction de la Divine Providence et régi par le Destin ». Rien de pareil dans le De re militari, destiné aux hautes sphères du pouvoir où les adeptes des anciens cultes ne sont plus tolérés. On n'y trouve que des références purement chrétiennes. Les soldats prêtent serment « par Dieu, le Christ et l'Esprit Saint » ; plus loin : « Dieu est avec nous » est proposé comme mot de passe ; enfin, dans le livre V, chapitre 5, Végèce mentionne la période pascale comme particulièrement favorable à la coupe du bois.
Le personnage ne manquait probablement pas d'humour. Dans le prologue du livre III du Digesta artis mulomedicinæ, voulant défendre la cause des bœufs, il dénature un vers du poète Aratus et lui fait dire, en substance, que la déesse Justice a quitté la Terre par écœurement devant l'assassinat des animaux alors qu'elle n'avait pas bronché au spectacle des homicides.
Le De re militari comporte plusieurs textes adressés à l'Empereur, à savoir une dédicace générale au livre I et deux épîtres en forme de conclusion des livres I et III, mais qui ne donnent pas son nom. Les candidats les plus sérieux sont Théodose Ier (378-395), Valentinien II (375-392), Honorius (395-423) et Valentinien III (425-455), mais étant donné la légèreté des indices, de multiples scénarios sont plausibles et aux arguments de chaque thèse peuvent toujours être opposés des contre-arguments tout aussi pertinents. Des experts reconnus, comme Dankfrid Schenk et S. Mazzarino suggèrent une écriture à la fin du IVe siècle et donc pour Théodose ou Valentinien II. D'autres penchent pour une rédaction plus tardive, soit Valentinien III, comme Otto Seeck et Edward Gibbon ou encore W. Goffart. Et le fait est qu'au début de son règne, Valentinien III a effectivement tenté d'introduire des réformes dans l'organisation militaire, toutes sans lendemain. Les travaux les plus récents permettent d'assurer que l'ouvrage est connu en 439 et cité en 450, faisant plutôt pencher pour une datation tardive et non précoce. 
La question reste donc largement ouverte et pour longtemps, et suspendue à la découverte de nouvelles informations contextuelles et personnelles dans de nouveaux exemplaires de la tradition manuscrite ayant transmis Végèce. Au cours du seul XXe siècle, on a retrouvé neuf copies anciennes de la Mulomedicina.

## Œuvres

### Epitoma rei militaris
Si son auteur reste une ombre, le De re militari a connu une notoriété immédiate et éclatante. Il se présente comme un manuel pratique d'environ 120 pages réparties en cinq livres traitant respectivement de :
– l'enrôlement et l'entraînement des recrues ;
– l'ordonnance générale de la légion et la discipline des troupes ;
– manœuvres tactiques et batailles ;
– l'attaque et la défense des places fortes ;
– la guerre navale.
Il est à noter que certaines éditions découpent le De re militari en quatre livres en considérant la partie maritime, assez brève, comme une simple annexe.
Il ne s'agit nullement d'une description de l'armée romaine tardive mais d'une proposition précise et circonstanciée, adressée à l'Empereur, sur les mesures à prendre pour sauver l'empire du naufrage. Végèce y prône le retour aux usages ayant cours dans les légions de la grande époque. Sur ce plan, c'est un échec car il n'y est pas donné suite. Toutefois, l'auteur a eu le mérite d'avoir rassemblé et amalgamé dans un traité complet tout ce qu'il a pu trouver dans les écrits antérieurs : Caton l'Ancien, Celse, Frontin, Paternus et d'autres, les règlements militaires d'Auguste, Trajan et Hadrien. À travers eux, il a redécouvert tout ce qui avait été oublié des traditions ; à travers lui, la Renaissance renoue avec une pensée militaire cohérente.
Le livre III, consacré aux opérations et plus fourni que les autres, comprend en son chapitre 25 une série de 30 maximes qui ont, plus que le reste, frappé les esprits. Quelques exemples :
- À la guerre, savoir saisir les occasions est une qualité plus utile que le courage.
- Celui qui juge sainement de ses forces et de celles de l'ennemi est rarement battu.
- Qui laisse ses troupes se disperser à la poursuite de l'ennemi vaincu cherche à perdre la victoire qu'il a gagnée.
- Il y a plus de science à réduire l'ennemi par la faim que par le fer.

Mais cette énumération, souvent exploitée par la postérité, est réductrice. Haut fonctionnaire rompu à la synthèse de ses dossiers, Végèce ne manque jamais d'émailler son texte de formules générales justifiant les mesures précises qu'il préconise. À titre d'exemple, quand il aborde dans le détail la question de la formation intensive des recrues, il s'en explique ainsi : le savoir militaire alimente l'audace du soldat : nul n'appréhende d'exécuter ce qu'il connaît à fond. Même tirée de son contexte, cette phrase conserve tout son sens et prend, dès lors, la valeur d'une règle.
Curieusement, la célèbre maxime « Si vis pacem, para bellum » (« si tu veux la paix, prépare la guerre ») n'est pas réellement de Végèce, du moins dans ces termes précis. Celui-ci écrit, dans le prologue du livre III, sur la nécessité d'entraîner les troupes aux manœuvres collectives en préalable à toute guerre et conclut :
"... c'est en période de paix qu'on se prépare à la guerre, qui aspire à la victoire s'applique à former ses soldats, qui recherche le succès combat selon les règles et non au hasard".
La première proposition fut paraphrasée par un commentateur en une maxime percutante qu'il laissa au crédit de Végèce. Le succès de la formule fut tel qu'elle devint un dicton populaire.
Végèce n'a jamais été oublié. À Constantinople, les cinq livres de l’Epitoma rei militaris figurent en bonne place dans la littérature militaire byzantine, aux côtés, par exemple, du Stratégikon de l'empereur Maurice (582 - 602). Même le Moyen Âge occidental l'a conservé. L'ouvrage sera traduit en français à plusieurs reprises, notamment par Jean de Meung, Jean de Vignay et, en 1488, par Antoine Vérard. En Allemagne, le traité est encore cité par Konrad Kyeser.
Il conserve son aura dans le bouillonnement d'idées de la Renaissance, entre autres chez Machiavel. Malgré l'introduction des armes à feu, les conditions tactiques n'ont pas vraiment changé et les principes initiés par Végèce demeurent valables. Il n'y a donc rien d'étonnant si les grands chefs européens, de Guillaume le Taciturne à Frédéric II de Prusse (Frédéric le Grand), en ont fait leur livre de chevet. Le maréchal Maurice de Saxe (1696-1750) s'en inspire pour composer ses Rêveries sur l'art de la guerre.

### Mulomedicina
Les Digesta artis mulomedicæ (en abrégé Mulomedicina) sont un manuel pratique en quatre livres exposant les soins à donner aux bêtes de somme, chevaux et bœufs.  Ce recueil figure dans toutes les bonnes bibliothèques du Moyen Âge (on le signale, dès le VIe siècle, à l'abbaye de Saint-Gall).
Dans son introduction, Végèce déplore que la médecine vétérinaire soit peu prisée en regard de la médecine humaine, ce qui fait que la plupart des ouvrages qui en traitent sont mal écrits. Par ailleurs, les remèdes atteignent trop souvent des prix presque équivalents à celui de l'animal à traiter. Il s'engage donc à rédiger, d'après des sources antérieures, un ouvrage dont le style ne dégoûtera point les lettrés, tout en restant à portée de ceux qui ont la responsabilité des écuries et des étables, ce qui leur permettra de confectionner eux-mêmes et à moindre coût les potions nécessaires.
On y trouve une symptomatologie des différentes maladies du temps - et particulièrement la morve -, assortie des pharmacopées qui s'y rapportent. Végèce développe aussi des actions préventives comme l'éloignement des bêtes contagieuses, le confort des animaux, l'hygiène des abris, la nécessité de varier leur alimentation, leurs soins quotidiens et même l'affection dont on doit les entourer : « La première chose qui leur soit profitable, c'est l'attachement (...) de leur maître. ».
Les Digesta artis mulomedicinæ seront constamment copiés, puis publiés et partout utilisés jusqu'au milieu du XVIIIe siècle.

### Datation de l'œuvre
La datation de l'œuvre de Végèce a longtemps été problématique. Le dernier événement rapporté dans le De re militari est le règne de l'empereur Gratien, mort en 383, mais la suite de la phrase en question suggère que plusieurs années se sont écoulées entre cet événement et la rédaction du texte : « De la fondation de Rome à l'époque de l'empereur Gratien, l'infanterie eut les casques et les cataphractes (cuirasses). Mais depuis que la paresse a fait cesser les exercices de terrain, ces armes ont commencé à paraître lourdes et le soldat ne les a plus revêtues que rarement ». La rédaction du De re militari n'est donc guère antérieure aux années 385-390.
Il a été récemment établi que l'œuvre de Végèce avait été composée entre les années 420 et 439, puisque son traité militaire est utilisé par le poète Mérobaude dans le Panégyrique d’Ætius, en 439 et ayant donc été écrit avant cette date.
La première mention assurée de l'oeuvre de Végèce apparaît onze ans plus tard chez un compilateur du nom de Flavius Eutropius, résidant à Constantinople en 450. Mais ce dernier ne connaît Végèce que par ouï-dire puisqu'il le situe dans cette même ville alors que les historiens estiment que notre auteur écrivait dans l'ouest de l'empire, à cause de sa référence au règne de Gratien, empereur d'Occident.